# Palaemon khori
Palaemon khori is een garnalensoort uit de familie van de Palaemonidae. De wetenschappelijke naam van de soort is voor het eerst geldig gepubliceerd in 2006 door De Grave & Al-Maslamani.